# Giannicolò Conti
Giannicolò Conti (ur. w 1617 w Rzymie, zm. 20 stycznia 1698 w Ankonie) – włoski kardynał.

## Życiorys
Urodził się w 1617 roku w Rzymie. W młodości był referendarzem Trybunału Obojga Sygnatur i wicelegatem w Awinionie. 14 stycznia 1664 roku został kreowany kardynałem in pectore. Jego nominacja na kardynała prezbitera została ogłoszona na konsystorzu 15 lutego 1666 roku i nadano mu kościół tytularny Santa Maria in Traspontina. 29 marca został wybrany biskupem Ankony, a 2 maja przyjął sakrę. 8 sierpnia 1691 roku został podniesiony do rangi kardynała biskupa i otrzymał diecezję suburbikarną Sabina. Zmarł 20 stycznia 1698 roku w Ankonie.